# Affligem (sör)
Az Affligem sör egy belga apátsági sör, amelyet eredetileg az affligemi apátság bencés szerzetesei készítettek.
A jelenlegi formájában ismert Affligem sört 1956 óta forgalmazzák és jelentős éves bevételt biztosít az kolostornak. A termékek napjainkban az Opwijk sörgyárában készülnek, amely az Alken-Maes vállalat tagjaként a Heineken csoport része.

## Története
Az affligemi apátság szerzetesei 1074 óta foglalkoztak sörfőzéssel, így a sör története majdnem egyidős az apátsággal. Az apátságot az évszázadok során többször feldúlták – a 14. században a flamand brabanti háborúk, a 16. században pedig a vallásháborúk pusztították el –, ám az önellátás része volt a szerzetesi életformának, így az apátsággal együtt a sörfőzde is rendre újjáépült. Például a Karel de Croy apát által 1580-ban épített sörfőzdét a kálvinista holland felkelők (Geuzene) a németalföldi szabadságharc során lerombolták, de a helyreállított sörfőzde jól felismerhető egy 1658-ból származó Lauwers metszeten: az akkori apátság tulajdonában lévő 57 söröshordó közül néhány előtte áll. Az épületben ekkor 5 főzőüst volt. A sört a kolostor kapujában szolgálták fel a papoknak, a szolgáknak és a szegényeknek.
Az apátság működésének a francia forradalom vetett véget. A szerzeteseket 1796-ban kiűzték a kolostorból, az épületeket, ingatlanokat és földeket lefoglalták és eladták. A szerzetesek közel negyven éven át szétszóródva, a szerzetességen kívül éltek, bár közösségüket formálisan megtartották. 1837-ben szerveződött újjá a kolostori élet, de Affligembe csak 1870-ben sikerült visszatérni.
Az újjáéledő apátság egyik legfontosabb gazdasági vállalkozása 1885-ben a sörfőzde megalapítása volt a régi Benedictus-kapuban. Három főzőedényt, egy keverőt és egy mosogatót szereltek fel. Később a német megszállók mindkét világháborúban ismét felszámolták, és a második világháború után a helyreállítási munkák során a sörfőzde már nem épült újra. Tobias Vergauwe testvér volt az utolsó sörfőző.
1956-ban a közgazdász szerzetes, Dom Robert Demuynck, nem akarta hogy a Formula Antiqua Renovata – az Affligem főzésének receptje – feledésbe merüljön, így megállapodást kötött a deurne-i De Hertogh sörfőzdével az apátsági sör ismételt főzésére.

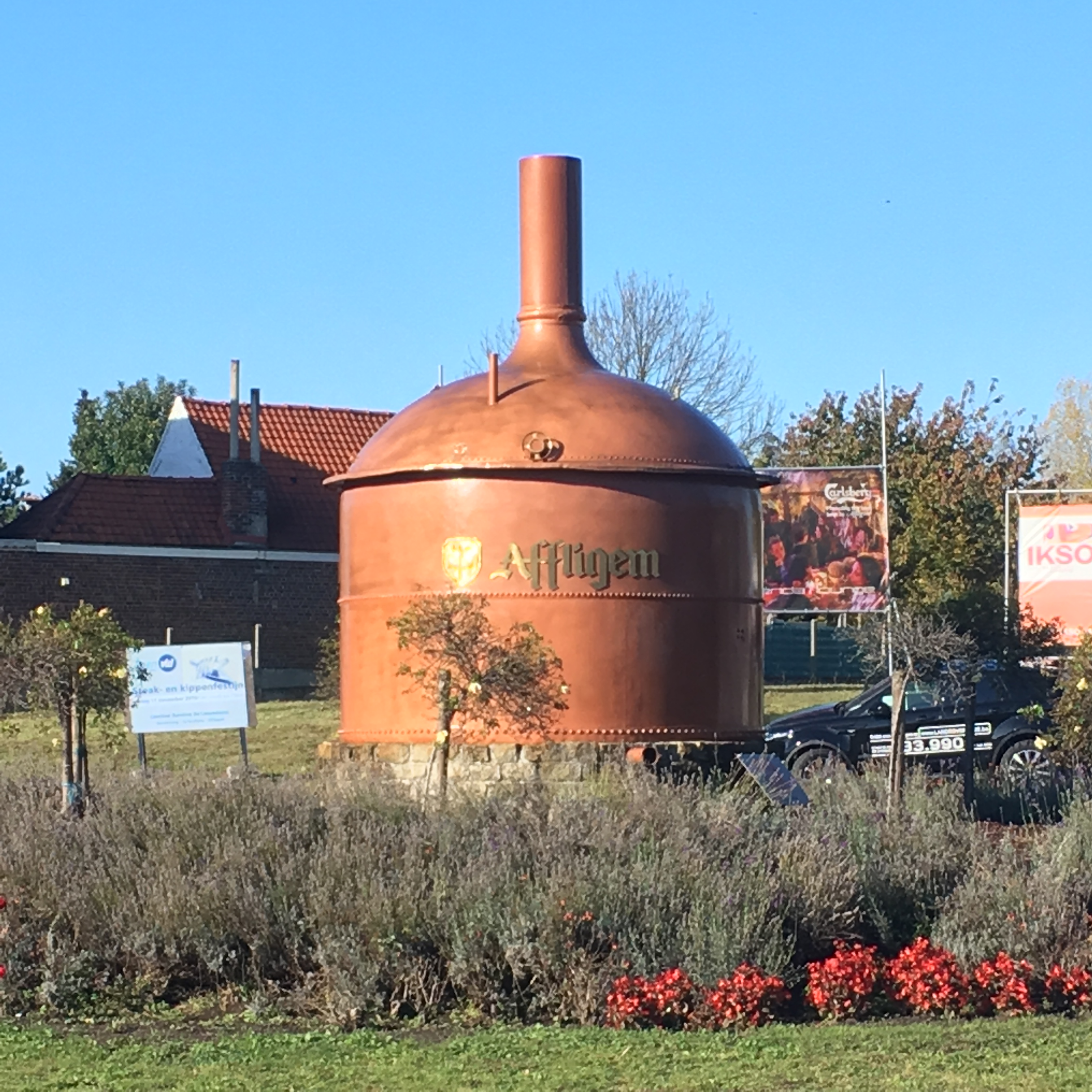

1970-ben az Affligem sörök – a dubbel, blond, a tripla, és patersvat – főzési engedélye az opwijki De Smedt sörfőzdéhez került, amelyben több üzleti átalakulást követően 2000-ben a holland Heineken cég szerzett jelentős részesedést. Ekkor az opwijki sörfőzde felvette az Affligem Brouwerij nevet.
2010-ben az Affligem Sörgyár egyesült a Heineken leányvállalatával, az Alken-Maes-szel. Az Affligem márka bekerült az Alken-Maes portfóliójába, de az opwijki kézműves sörfőzde belga vezetése megőrizte autonómiáját. Az affligemi apátság a márka tulajdonosa maradt, a receptek nem változtak, és a gyártás továbbra is Opwijkban folyt. 
2013 és 2014-ben az apátsági sör franciaországi, spanyolországi és olaszországi sikere miatt Affligem apátsági sörök világméretű forgalmazását a Heineken átvette. A kereslet hamar kinőtte az opwijki sörfőzde évi 200 000 hektoliter maximális kapacitását, ezért a gyártás egy része átkerült a csoport alkeni központjába, ahol egy opwijki sörmester felügyelete alatt zajlik.

## Az Affligem sörök

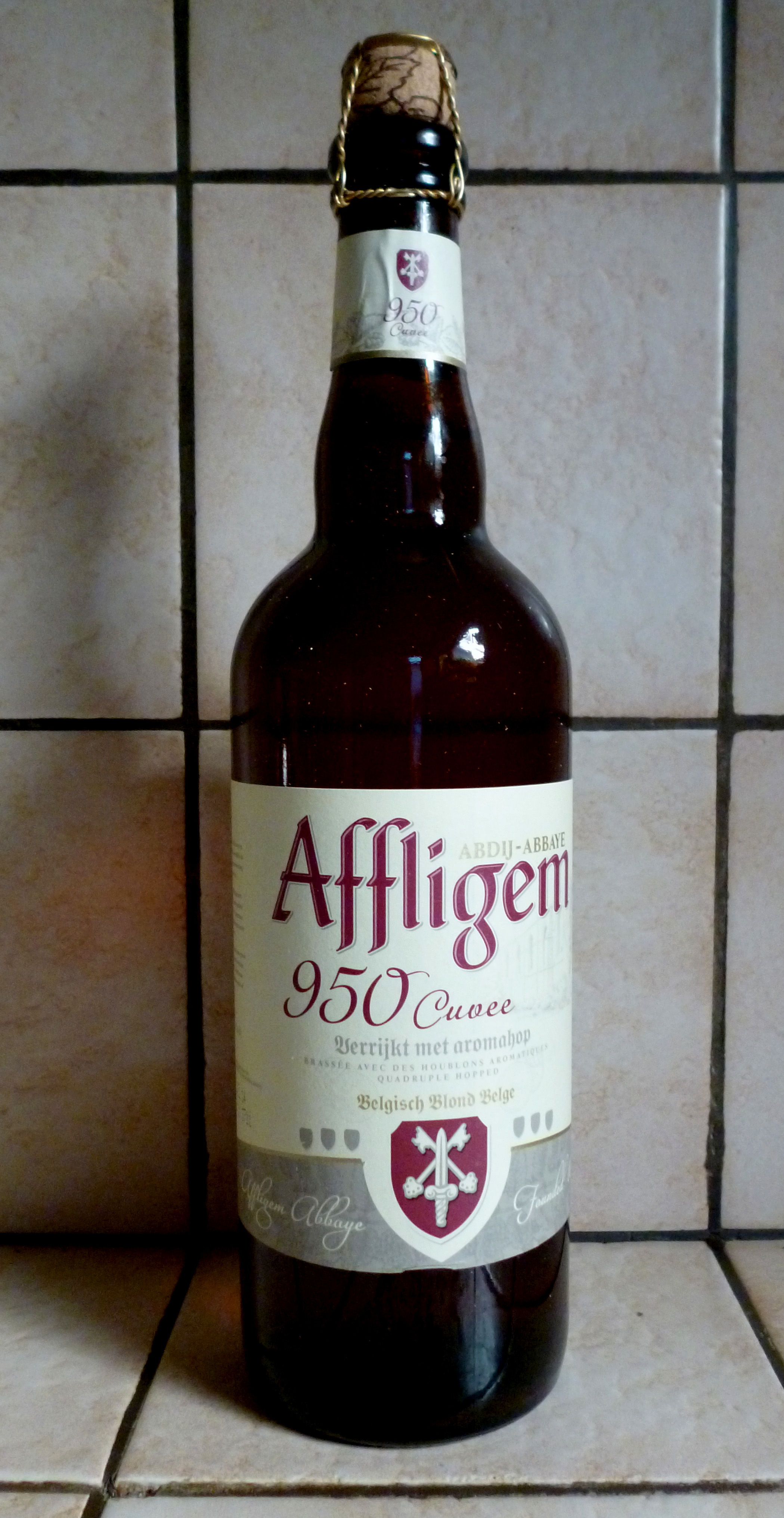

A szabadkereskedelemben változatos fajták kaphatók, amelyekből a nagy klasszikusok a következők:
Affligem Blond (6,7%) gazdag ízű aranyszőke, testes, illatos felsőerjesztésű sör, lágy gyümölcsösségét citrusos és trópusi gyümölcsös tónusok jellemzik, amit az enyhe komlós kesernyésség tesz teljessé. Az Affligem Blond többszörös díjnyertes belga sör, 2007-ben és 2008-ban és 2012-ben a European Beer Star aranyérmese, 2006-ban és 2009-ben ezüstérmes. 2011-ben Brewing Industry International Awards, Ale kategória ezüstérmese. 2020-ban pedig elnyerte a világ legjobb „belga stílusú világos” díját. Az Affligem Blond (0,0%) alkoholmentes változatban is készül.
Affligem Dubbel (6,8%) kiadós, lágyan fűszerezett sötét sör. A maláta ízét enyhe karamell árnyalja és finom keserűség jellemzi.
2007-ben az European Beer Star és 2011-ben az International Beer Challenge ezüstérmese Dubbel kategóriában.
Az Affligem Tripel (9%) intenzív, sima, testes, aranyszínű belga sör, az érett, napsütötte gyümölcsök lenyűgöző illatával, mindezt finom keserűség ellensúlyozza.
A Sör Világkupán 2004-ben és 2008-ban arany-, 2006-ban ezüstérmes a belga stílusú trippel kategóriában. European Beer Star versenyen 2006-ban arany, 2007-ben és 2008-ban ezüst, valamint 2009-ben bronzérmes. 2011-es Brewing Industry International Awards bronzérmese és ugyancsak bronzérmes az International Beer Challenge versenyen. 2013-ban a Brussels Beer Challenge bronzérmével díjazták.
A holland és francia piacok kedvelt termékei:
- Az Affligem Patersvat egy világos őszi sör, tele illatokkal és friss ízekkel. A főzés során extra komlót adtak ehhez az apátsági sörhöz, amitől karakteresen gyümölcsös, fűszeres, friss.[1]
- Az Affligem Fris Blond (4,6%) egy tökéletes szomjoltó, a klasszikus Affligem Blond könnyebb változata, 2019 óta van a holland piacon.
- Az Affligem Belgian White (4,8%) narancshéjjal és korianderrel fűszerezett, lágy és gazdag ízű, fehér sör, a búzasörre jellemző frissességgel. Alkoholmentes változat is kapható. 2020-ban került a holland piacra.[8]
- Az Affligem Red Fruits (5,2%) malátában gazdag és tele van a friss gyümölcsök – eper, málna és cseresznye – ízeivel, illatával.[9]
- Édes és virágos cuvée az Affligem Florem (6,7%), amely sör a bodzavirág és a komlós jegyek harmonikus keveréke.[10]
- Szezonálisan készül az Affligem Noël (6,2%) egy sötét karácsonyi cuvée, gazdag  fűszeres jegyekkel és egy csipet fahéjjal.[11]

Az Affligem 950 Cuvee (6,8%) arany színű felsőerjesztésű világos sör, amely 2012 májusában került piacra az apátság alapításának 950 éves jubileumára.
A múltban készült még az Affligem Rood (6,7%) sötétvörös-barna sör, amelynek a gyártását 1994-ben leállították, valamint 1983 és 1986 között az Affligem 10.

## Lásd még
- Belga sör

## További információ
- Az affligemi sörök weboldala
- A holland "biernet" oldala az affligemi sörökről